# Mataparent clivellat
El mataparent clivellat (Xerocomellus chrysenteron), també anomenat mataparent de carn groga, és una espècie de mataparent del grup dels mataparents xerocomoides. Pertany a la família de les boletàcies, de l’ordre de les boletals. És més corrent en pinedes de muntanya. Era una espècie molt corrent en guies de camp. El concepte actual de l'espècie és molt més restrictiu pel que es redueix a un mataparent xerocomoide de superfície del barret clivellada i que mostrar un color vermell subjacent, carn que només blaveja lleugerament en el barret a la part superior de la cama i sobre els tubs, que sol ser vermella en part de la cama i en la seva superfície.

## Taxonomia
L'espècie va ser descrita originalment com Boletus chrysenteron pel micòleg francés Bulliard, Quélet la transferí a Xerocomus chrysenteron (Bull.) Quél. Actualment, mercès a les anàlisis fil·logenètiques, s'ha combinat en Xerocomellus chrysenteron (Bull.) Šutara

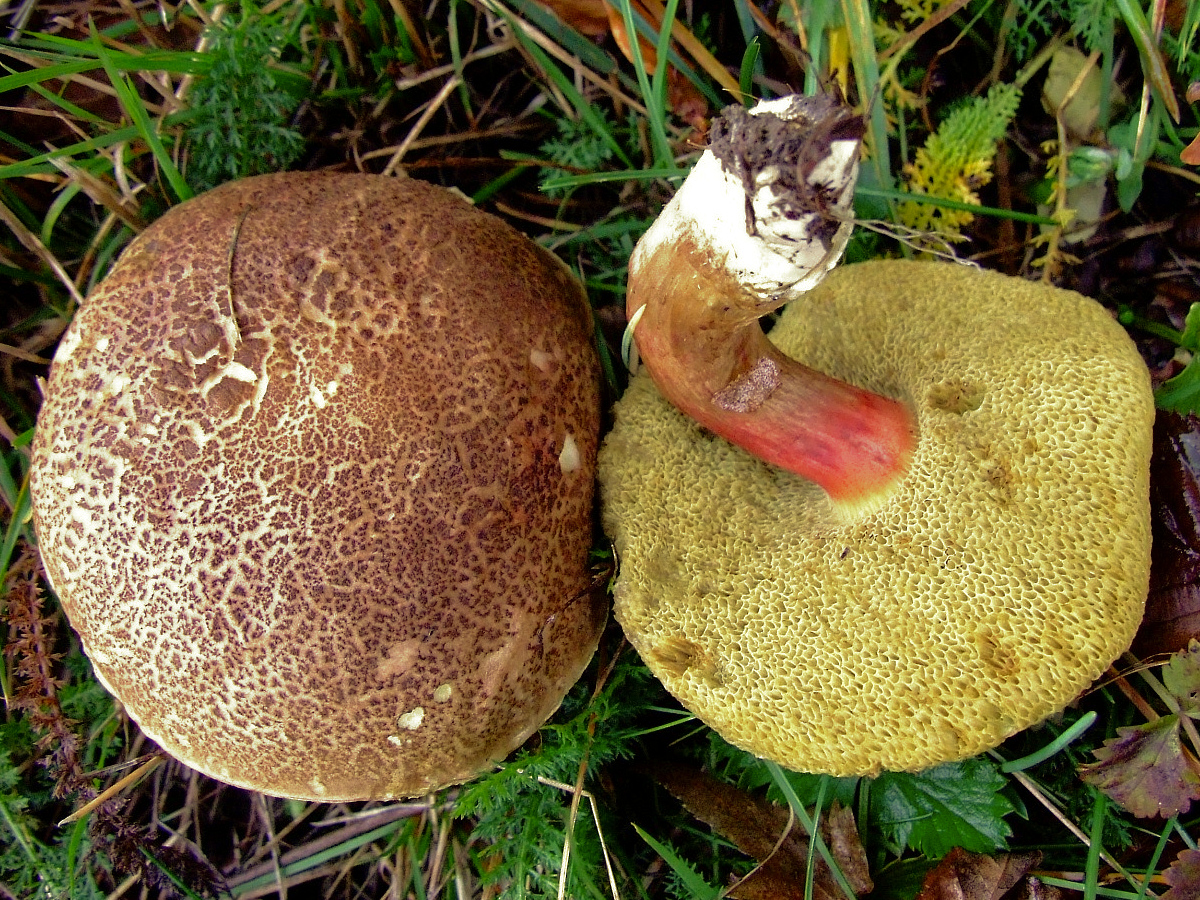
Anvers i revers del mataparent clivellat (Xerocomellus chrysenteron)

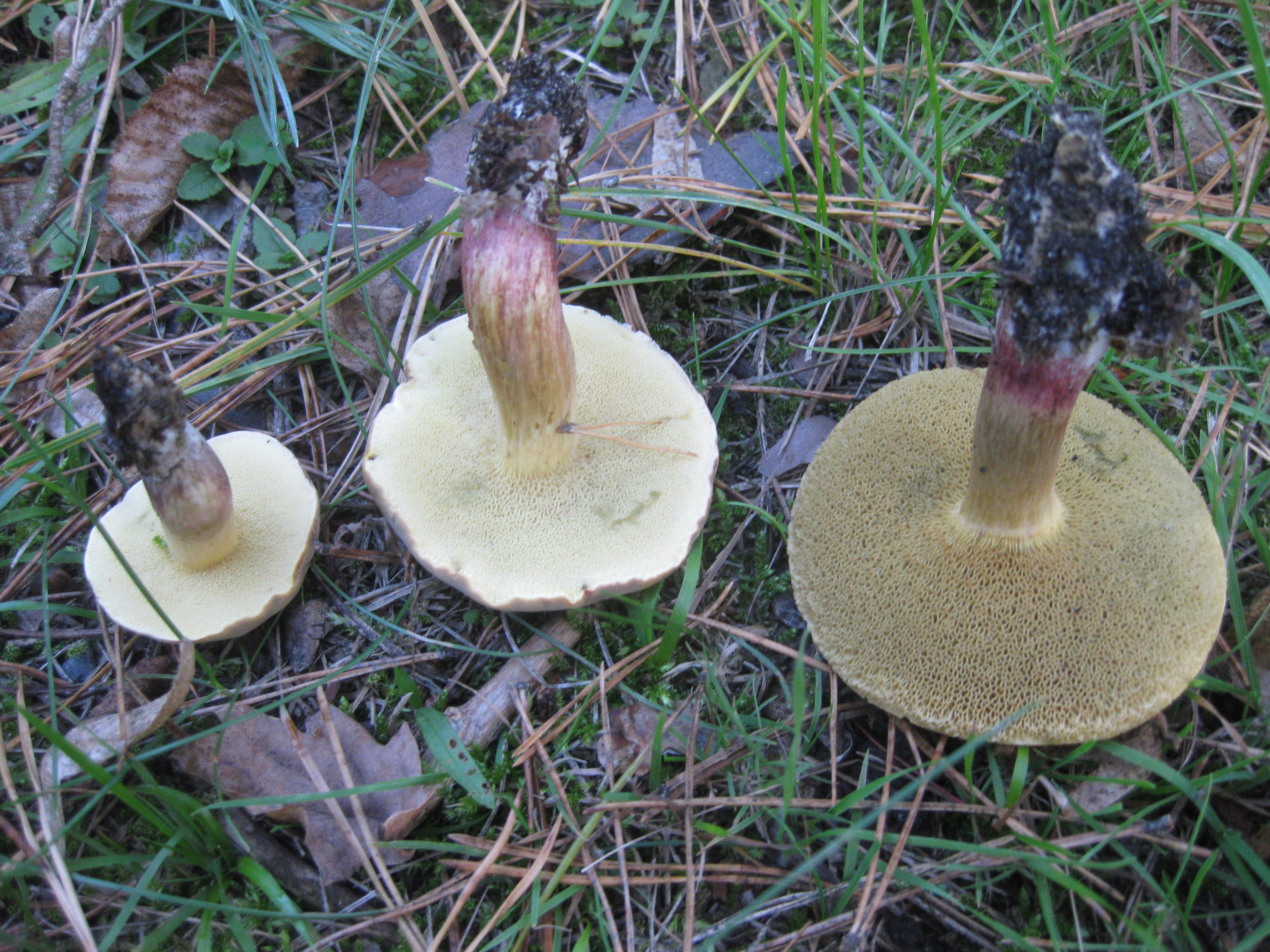

## Descripció
Bolet de mitjà a petit, de barret de fins a 10 cm de diàmetre; d'hemisfèric a convexa i finalment estés; superfície seca, finament vellutada de jove, llisa posteriorment; de color bru fosc, gairebé negra de jove, en madurar de bru vermellós a sèpia o bru olivaci; que s'esquerda de manera ràpida i mostra la carn subcuticular de color rosa a vermellós.
Tubs bastant llargs, de color groc pàl·lid, blau-verdosos al frec; porus més aviat grans, angulars, irregulars, groc pàl·lid de joves, després groc verdós; blau verdosos al frec.
Cama cilíndrica, aprimada cap al peu; sovint flexuosa; de fins a 10 cm de longitud i 10 mm de diàmetre; superfície de color groc llimona a la part superior, de color vermell (puntejat o ratllat) especialment cap a la base.
Carn blanquinosa al barret, vermella just sota la cutícula, de color groc clar a la part apical de la cama, de color vermellós a la part més exterior de la cama i que es pot estendre a tot el peu; vermellosa en les ferides; no blaveja o només lleument excepte en la part superior de la cama, on s'ajunta al barret, mai al peu; olor i tast no distintius

## Distribució i hàbitat
Comú, tot i que probablement menys del que indiquen les recol·leccions; des de primavera a finals de tardor; des de l'estatge subalpí i la muntanya mitjana, més rar a la terra baixa; en boscos de planifolis i de coníferes

## Espècies semblants
Probablement confós amb el mataparent clivellat blavejant (Xerocomellus cisalpinus), el mataparent clivellat de cama bruna (Xerocomellus porosporus), el mataparent clivellat pruïnós (Xerocomellus pruinatus) i el mataparent d'Engel (Hortiboletus engelii), entre d'altres mataparents xerocomoides.
El mataparent clivellat blavejant creix en boscos de planifolis i el diferenciem perquè la superfície de la cama blaveja extensament al frec. El mataparent clivellat de cama bruna no mostra el color vermell de la subcutícula del barret i té la cama de color bru grisenc amb un anell vermell i groc a la part superior de la cama. El mataparent clivellat pruïnós, el més similar, té diferent superfície del barret i la carn de color groc que blaveja únicament al peu. El mataparent d'Engel el diferenciem pels grànuls ataronjats en la carn del peu.

## Comestibilitat
Comestible; de poc valor.